# Brachytoma rufolineata
Brachytoma rufolineata é uma espécie de gastrópode do gênero Brachytoma, pertencente a família Pseudomelatomidae.